# Екзекуторът
„Екзекуторът“ от Стефан Кисьов е първият български постмодерен роман, спечелил в конкуренцията на 65 произведения от други български автори, наградата „Български роман на годината“ (вкл. 10 000 лева и превод на английски език) на фондация ВИК през 2004 г. От 2003 до 2009 г. той е преиздаден шест пъти в България. Преведен е на английски, чешки и сръбски, а част от него и на немски език. През 2008 г. пълният текст на „Екзекуторът“ е преиздаден от издателство ЕРА. Идеята за романа хрумнала на Кисьов, докато пътувал във влак от Париж за Брюксел през 1992 година. Тогава той прочел голяма статия във френско списание, в която се описвало изпълнението на смъртните присъди в Централния софийски затвор, както и фактът, че органите на екзекутираните били продавани от ДС на чуждестранни клиники, за да бъдат използвани за трансплантации. Той бил много развълнуван от статията и няколко години носил във въображението си страшните картини, които десет години по-късно са му послужили за основа на романа.

## Сюжет
Внимание:  Текстът по-долу разкрива сюжета на произведението (или части от него)!
Романът пресъздава художествено въображаемия образ на убиец от българската „Държавна сигурност“ по време на комунистическата диктатура в България. От палача, изпълняващ смъртните присъди в Централния софийски затвор и убиеца на Георги Марков, до набедения за организатор на атентата срещу папа Йоан Павел II Сергей Антонов, всичко се събира като в калейдоскоп в образа на героя. Заглавието създава очакване за историята на жесток убиец, но Стефан Гащев е смешен малък човек, който цял живот се опитва да стане известен. Израства в цирка, работи като клоун, учи за факир, после за пилот, ненадейно попада в затвора, там става палач, накрая лети в Космоса и след 20 години се връща на Земята, по-неизвестен отвсякога. Премеждията му са толкова ужасяващи, че изпадналият в творческа криза автор на бестселъри Стивън-Лари Кинг решава да ги използва, обаче горкият загива нелепо. Остава „документалният“ разказ на неговия прототип.

## Реакции
След награждаването Оля Стоянова от вестник „Дневник“ пише: „В книгата му става дума за истински убийства на истински хора“. Подобни са и други публикации в български и чуждестранни медии.
Няколко месеца по-късно обаче част от литературните среди, несъгласни с присъждането на наградата, започват медийна кампания срещу произведението. Председателят на „Сдружението на българските писатели“ Михаил Неделчев на среща с участието на Бойко Ламбовски, Пламен Дойнов и Елена Найденов от фондация „Вик“, а след това и на „Литературен преглед на 2004 година“ – с участието на критици, издатели, литератори, преподаватели и студенти, заклеймява автора и романа с думите: „Стефан Кисьов е „чудовище“ (вярно – симпатично и може би добро), което ние и особено „Литературен вестник“ произведохме, а награждаването на „Екзекуторът“ е подигравка със съдбовното ни отношение към литературата, с чувството ни за мисия“.“
Непосредствено след това във вестник „Култура“ Ангел Игов пише в силно критична статия носеща двусмисленото заглавие „Покана за екзекуция“: „Екзекуторът“ като цяло е книга от моменти. Историите следват бързо, разказани са сбито, стегнато, почти небрежно и всяка от тях като че ли прилича някак на моментална снимка. Някои от кадрите са сполучени, други не са. Но проблемът е не толкова в качеството на снимките, колкото в подредбата им. Методът на Стефан Кисьов, добре познат от „Не будете сомнамбула“, е колажът.“
В същото време авторът и романът запазват своите привърженици. Критикът Борислав Гърдев пише в литературното списание „Меридиан 27“: „Прозата на Стефан Кисьов е атрактивна и въздействена. Тя е квинтесенция от впечатляващи преживелици (комбинация на мемоарното, лично преживяното и изстраданото) и ефектна фикционалност, позната ни от кримките и псевдо реалити миниопусите му в „Литературен вестник“, печатани през годините под предизвикателното заглавие „Криминале“, част от които той събра в документално-сатиричния си мемоар „Един сервитьор в резиденция „Бояна“ (2004). Затова тя е гъвкава и витална, обхватна, пъстра и достоверно полифонична. А когато „сантиментът и съчинителството“ (Бойко Пенчев) надделеят и обсебят общото внушение, както се случва с приключенията на Стефан Гащев в „Екзекуторът“, именно изповедната искреност и черният хумор спасяват наратива от пълен провал. В този аспект белетристиката му се родее с Алековите традиции.“ И добавя: „Стефан Гащев в „Екзекуторът“ – драми и неразбирателство в семейството на циркови артисти, премеждия в казармата, заплашващи го с изнасилване, спречквания с органите на властта, които го превръщат в чистач-ликвидатор на нашенските дисиденти, но му позволяват след убийството на Георги Марков да лети в Космоса с Валентина Терешкова, за да се види на финала на житието си като желан герой на самия Стивън Кинг... Героите на Кисьов винаги стигат до граничната ситуация, изправят се пред сакраменталния избор ТАМ или ТУК и преимуществено предпочитат блудното присъствие в мизерната, но обичана България.“
Наблюдателят за книги на вестник „Сега“ пише: „Доброто в романа е, че тече бързо – както времето в Космоса.“
Един от членовете на журито, определило на кого да бъде присъдена наградата „Български роман на годината“ – Симона Мирчева, пише за сайта на наградата: „Със средствата на клоунадата, фарса и абсурда Стефан Кисьов е постигнал впечатляващо лек (в Кундеровия смисъл), забавен и дълбок разказ за една система, която деградира човека до палач и жертва едновременно.“
Романът продължава да предизвиква полемика и по-късно. Десет години след награждаването му, през 2014 г. във вестник „Дума“ излиза яростна статия, в която Стефан Здравков обвинява автора, че в романа си подменя историческата истина.

## Издания в чужбина
- Stefan Kisjov. Kat. Překl. Naďa Aljanabiová. Brno: Barrister & Principal, 2012.[11]
- Stefan Kissiov. Ekzekutor. Prevela sa bugarskog Asja Tihinova-Jovanović. Podgorica: Oktoih, 2012, 91 str.[12]